# Qatar Ladies Open 2006
Qatar Ladies Open 2006 (відомий як Qatar Total Open 2006 за назвою спонсора), — тенісний турнір, що проходив на відкритих кортах з твердим покриттям Khalifa International Tennis Complex у Досі (Катар). Це був 6-й за ліком Qatar Ladies Open. Належав до турнірів 2-ї категорії в рамках Туру WTA 2006. Тривав з 27 лютого до 5 березня 2007 року.

## Очки і призові

### Нарахування очок
| Дисципліна1      | П   | Ф   | ПФ | ЧФ | 1/8 | 1/16 | Q     | Q3   | Q2  | Q1  |
| Одиночний розряд | 195 | 137 | 88 | 49 | 25  | 1    | 11.75 | 6.75 | 4   | 1   |
| Парний розряд    | 195 | 137 | 88 | 49 | 1   | Н/Д  | 11.75 | Н/Д  | Н/Д | Н/Д |

### Призові гроші
| Дисципліна       | П       | Ф       | ПФ      | ЧФ      | 1/8    | 1/162  | Q3     | Q2     | Q1   |
| Одиночний розряд | $95,500 | $51,000 | $27,300 | $14,600 | $7,820 | $4,175 | $2,230 | $1,195 | $640 |
| Парний розряд *  | $30,000 | $16,120 | $8,620  | $4,610  | $2,465 | Н/Д    | Н/Д    | Н/Д    | Н/Д  |

1 Очки йдуть в рейтинг WTA.
2 Кваліфаєри отримують і призові гроші 1/16 фіналу

* на пару

## Учасниці основної сітки в одиночному розряді

### Сіяні учасниці
| Країна               | Гравчиня           | Рейтинг1 | Сіяна |
| -------------------- | ------------------ | -------- | ----- |
| Франція              | Амелі Моресмо      | 2        | 1     |
| Росія                | Надія Петрова      | 8        | 2     |
| Італія               | Франческа Ск'явоне | 11       | 3     |
| Росія                | Анастасія Мискіна  | 12       | 4     |
| Словаччина           | Даніела Гантухова  | 14       | 5     |
| Росія                | Світлана Кузнецова | 15       | 6     |
| Росія                | Олена Лиховцева    | 16       | 7     |
| Сербія та Чорногорія | Єлена Янкович      | 21       | 8     |

- Рейтинг подано станом на 20 лютого 2006.

### Інші учасниці
Нижче наведено учасниць, які отримали вайлдкард на участь в основній сітці:
- Мартіна Хінгіс
- Селіма Сфар

Нижче наведено гравчинь, які пробились в основну сітку через стадію кваліфікації:
- Лі Тін
- Елені Даніліду
- Шіха Уберой
- Нега Уберой

## Учасниці основної сітки в парному розряді

### Сіяні пари
| Країна     | Гравчиня          | Країна | Гравчиня            | Рейтинг1 | Сіяна |
| ---------- | ----------------- | ------ | ------------------- | -------- | ----- |
| Росія      | Олена Лиховцева   | Росія  | Віра Звонарьова     | 20       | 1     |
| КНР        | Янь Цзи           | КНР    | Чжен Цзє            | 28       | 2     |
| Словаччина | Даніела Гантухова | Японія | Ай Суґіяма          | 31       | 3     |
| ПАР        | Лізель Губер      | США    | Мартіна Навратілова | 35       | 4     |

- Рейтинг подано станом на 20 лютого 2006.

### Інші учасниці
Нижче наведено пари, які отримали вайлдкард на участь в основній сітці:
- Антонія Матіч /  Тетяна Пучек

Нижче наведено пари, що пробились в основну сітку через стадію кваліфікації:
- Анжеліка Бахманн /  Кіра Надь

### Відмовились від участі
Під час турніру
- Квета Пешке /  Франческа Ск'явоне

## Переможниці та фіналістки

### Одиночний розряд
Надія Петрова —  Амелі Моресмо, 6–3, 7–5
- Для Петрової це був 2-й титул в одиночному розряді за кар'єру.

### Парний розряд
Даніела Гантухова /  Ай Суґіяма —  Лі Тін /  Сунь Тяньтянь, 6–4, 6–4
- Для Гантухової це був 7-й титул в парному розряді за кар'єру, для Суґіями - 32-й.